# Jean-Louis Bancal de Saint-Julien
Pour les articles homonymes, voir Bancal.
Jean-Louis Bancal de Saint-Julien, né le 12 mars 1745 à Saint-Martin-de-Londres (Hérault) et mort le 12 avril 1823 à Banville (Calvados), est un général de brigade de la Révolution française. Il est le frère de l'homme politique Jean Henri Bancal des Issarts.

## États de service
Il entre en service comme élève de l'École royale du génie de Mézières le 1er janvier 1770 en qualité de sous-lieutenant, et il est promu au grade de capitaine le 22 mai 1781. En 1783, il embarque sur le vaisseau Le Protecteur vers les Amériques où il participe à la guerre d'indépendance des États-Unis, il revient en France au mois de mai de l'année suivante.
Le 22 août 1794, il est nommé chef de bataillon à titre provisoire, et il est confirmé dans son grade le 22 septembre suivant. Il passe chef de brigade du génie par arrêté du Comité de salut public le 2 mars 1795, avec effet rétroactif au 8 novembre 1794, et il sert à l'Armée des Pyrénées orientales. Le 10 janvier 1796, il est affecté au Havre, ou il fait fonction d'officier général du génie, puis de nouveau du 22 novembre 1797 au 10 février 1798.
Il est promu général de brigade à titre provisoire par le général Brune le 23 octobre 1799, et il est confirmé dans son grade le 25 décembre suivant par un arrêté des consuls.
Le nom du général Saint-Julien est inscrit au titre de la convention d'Alexandrie (article XII).
Il est employé sous Augereau à l'Armée d'Allemagne en 1800 et en 1801. Le 28 mars 1800, il est nommé directeur des fortifications à Besançon, puis le 14 décembre 1801, commandant supérieur de la place de Wurtzbourg.
Il est admis sur sa demande à la retraite le 24 mars 1802. Il se retire à Banville.

## Postes
- 10 février 1798 au 28 mars 1800, commandant en chef du génie à l'Armée de Batavie.
- 28 mars 1800 au 14 décembre 1801, directeur des fortifications à Besançon.
- 14 décembre 1801 au 21 mars 1802, commandant supérieur de la place et de la forteresse de Wurtzbourg, et inspecteur général des fortifications.
- admis à la retraite le 24 mars 1802.

## Blessures
Il semble n'avoir jamais été blessé.